# Nina Kovačić
Nina Kovačić, (Rijeka, 15. studenoga 1949.), hrvatska pijanistica. 

## Životopis
Rođena je u Rijeci gdje završava klavir na Srednjoj muzičkoj školi "Ivan Matetić Ronjgov" u klasi prof. Vere Frelić. Diplomski i poslijediplomski studij klavira završila je na Akademiji za glasbo u Ljubljani u klasi prof. Hilde Horak. Tijekom studija osvaja značajnu "Prešernovu nagradu".
Nakon završenog poslijediplomskog studija (također u klasi prof. Horak) posvećuje se pedagoškom radu. Od 1973. godine djeluje kao profesorica klavira na riječkoj glazbenoj školi. Korepetitorica je Područnog odsjeka Muzičke akademije Zagreb u Rijeci. Intenzivno koncertira, nastupajući u zemlji i inozemstvu. Istakla se kao solistica, članica riječkih komornih sastava (Riječki komorni trio, Riječki klavirski duo), a nastupala je i s austrijskim kvartetom "Szabó". Surađuje kao korepetitorica ili komorna umjetnica s većinom riječkih reproduktivnih umjetnika, priredivši niz zapaženih koncerata. Snimila je dva nosača zvuka - s mezzosopranisticom Anđelkom Rušin, te Riječki klavirski duo s Robertom Hallerom.

## Nagrade i priznanja
- Prešernova nagrada
- 2000. – nagrada Hrvatskog društva glazbenih i plesnih pedagoga
- 2002. – Nagrada grada Rijeke
- 2003. – nagrada "Ivan Filipović"